# Theophilus Van Kannel

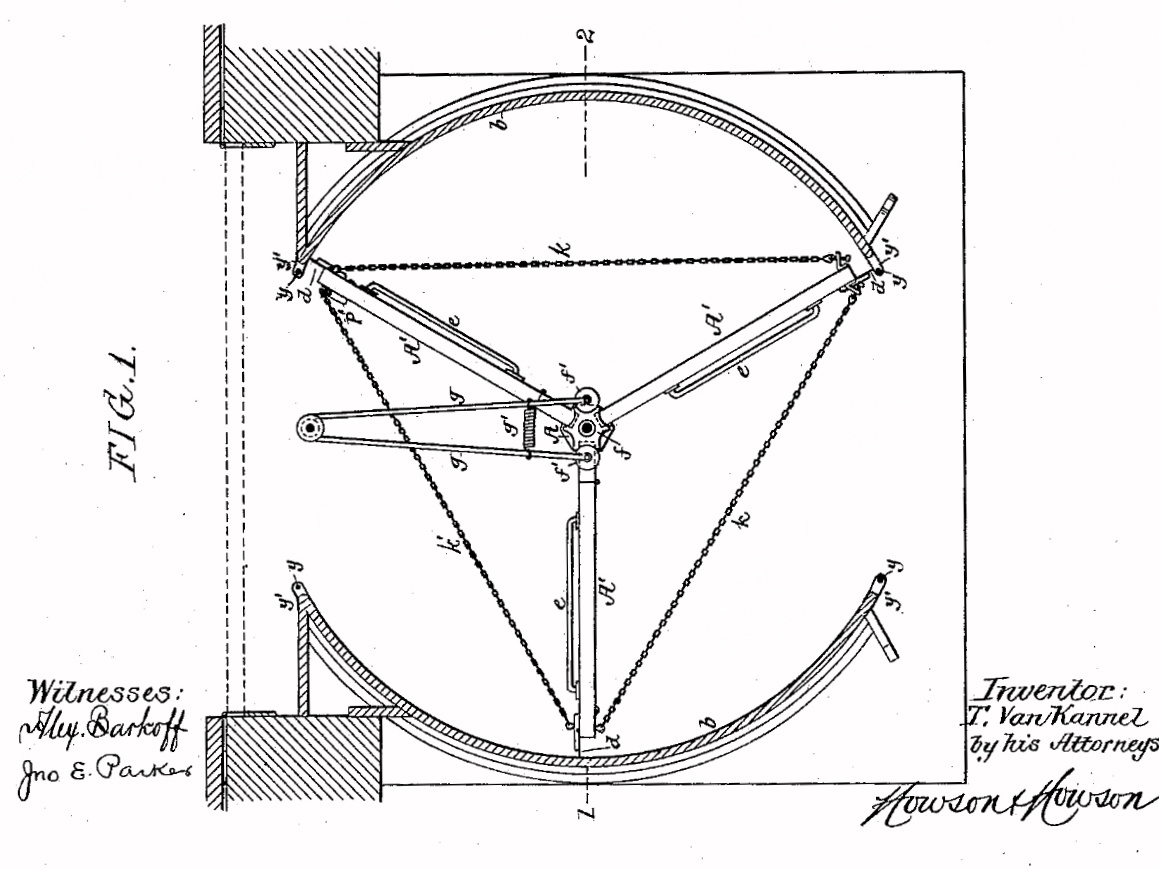
Bản vẽ bằng sáng chế về cửa xoay của Theophilus Van Kannel, năm 1888

Theophilus Van Kannel (năm 1841 – ngày 24 tháng 12 năm 1919) là nhà phát minh người Mỹ nổi tiếng nhờ phát minh ra cửa xoay được cấp bằng sáng chế vào ngày 7 tháng 8 năm 1888.
Ông chào đời tại Philadelphia, Pennsylvania, Mỹ. Van Kannel, từng được Viện Franklin công nhận phát minh cửa xoay qua việc trao tặng Huân chương John Scott vào năm 1889, đã thành lập Công ty Cửa xoay Van Kannel, rồi sau cùng được Công ty Thép Quốc tế mua lại vào năm 1907.  Công ty Thép Quốc tế là công ty mẹ của Công ty Cửa xoay Quốc tế.
Ông còn phát minh và sở hữu Witching Waves, trò giải trí được giới thiệu tại Công viên Luna, Đảo Coney, vào năm 1907.
Van Kannel qua đời tại Thành phố New York vì chứng suy tim và được chôn cất tại Nghĩa trang West Park, Cleveland, Ohio.